# Церква Святої Анни (Волиця)

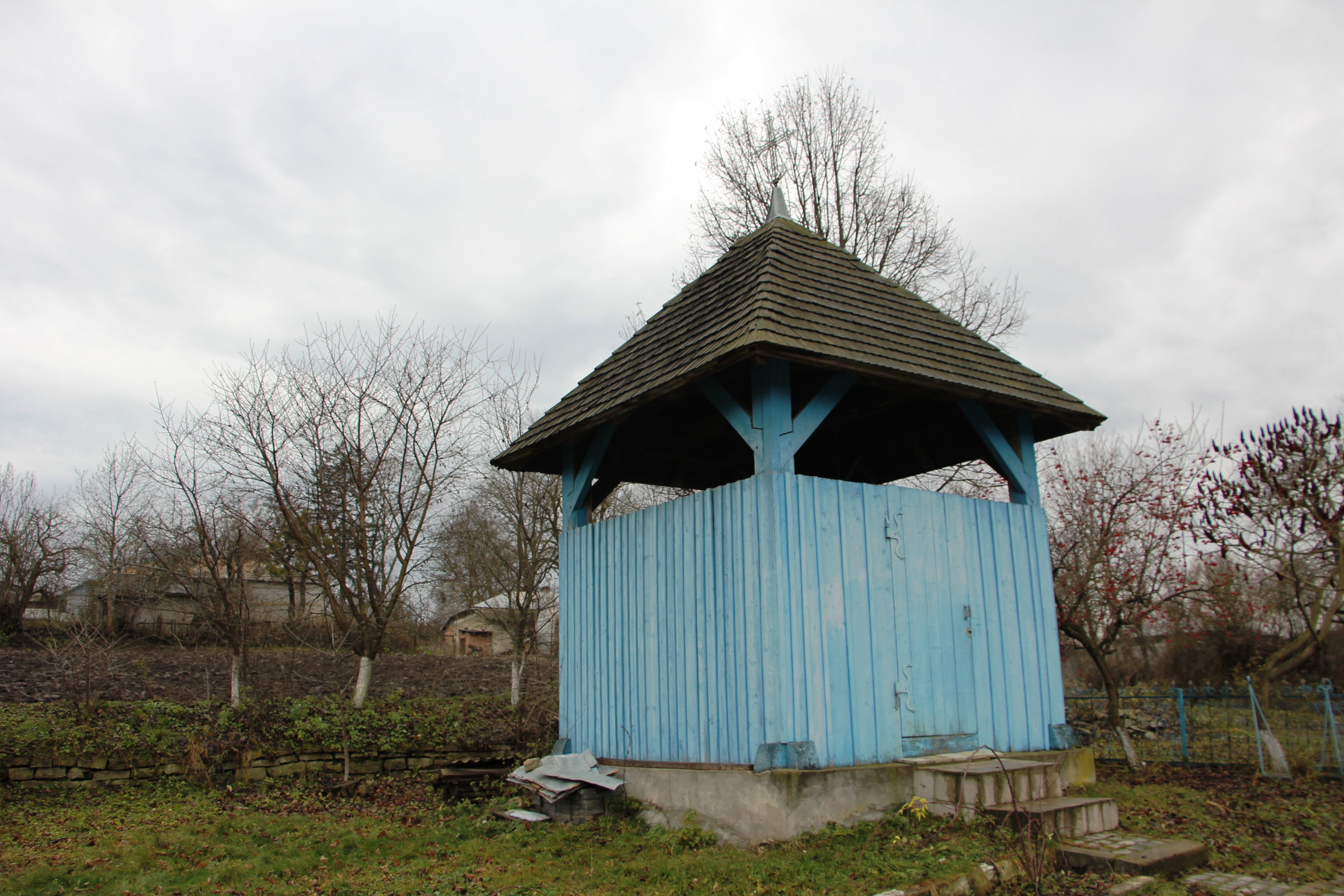
Дзвіниця

Церква Святої Анни у Волиці — парафія і храм Тернопільсько-Бучацької єпархії Православної церкви України в селі Волиця Гримайлівської громади Чортківського району Тернопільської области. Церква та дзвіниця є пам'ятками архітектури національного значення.

## Історія церкви
Дерев'яна церква збудована в 1650 році. Це була дочірня церква Калагарівки до [1918] року, потім у [1924] році вона значиться окремо, але все ж обслуговувалася калагарівським священником.
У 1990-х роках храм обмурували. На дзвіниці - великий дзвін з написом: "Жертвою емігрантів в Америці з Волиці (йде перелік прізвищ), 1926 р." Зветься дзвін "Володимир Великий".
Кількість парафіян: 1832 — 383, 1844 — 329, 1854 — 337, 1864 — 376, 1874 — 377, 1884 — 406, 1894 — 463, 1904 — 522, 1914 — 578, 1924 — [571], 1936 — [411].

## Парохи
- о. Пантал Райтаровський ([1832]—1848+)[4],
- о. Теодор Мойсейович (1848—1859+)[4],
- о. Юліан Ганкевич (1859—1860)[4],
- о. Омелян Ганкевич (1859—1862, адміністратор)[4],
- о. Лука Ляхович (1862—1893+)[4],
- о. Тома Бородайкевич (1893—1895, адміністратор)[4],
- о. Корнилій Монцібович (1895—1929+)[4],
- о. Василь Грицай (1930—1932, адміністратор)[4],
- о. Роман Гошовський (1932—1933, адміністратор)[4],
- о. Іван Пачовський (1933—[1944])[4],
- о. Олег Скібньовський — нині[6].